# Malý Cetín
Malý Cetín – wieś i gmina (obec) w powiecie Nitra, w kraju nitrzańskim na Słowacji. Znajduje się na Nizinie Naddunajskiej w kierunku na południowy wschód od miasta Nitra. Położona jest na lewym brzegu rzeki Nitra.